# Catasticta toca
Catasticta toca är en fjärilsart som först beskrevs av Doubleday 1847.  Catasticta toca ingår i släktet Catasticta och familjen vitfjärilar.
Artens utbredningsområde är Bolivia. Inga underarter finns listade i Catalogue of Life.